# Туомела, Тапио
Та́пио Ту́омела (фин.  Tapio Tuomela; 11 октября 1958, Куусамо, Финляндия) — финский композитор и дирижёр.

## Биография
Окончил Академию имени Сибелиуса по классу фортепиано и дирижирования (дипломы 1982 и 1987). Изучал композицию у Пааво Хейнинена, Магнуса Линдберга и др. (1985—1988, 1991—1993). В 1983—1985 учился в СССР, в 1988—1989 — в Истменовской школе музыки в США (магистерский диплом — 1990), в 1989—1991 — в Берлинской высшей школе музыки. Посещал мастер-классы, которые давали Лютославский, Крам, Клаус Хубер, Брайан Фернихоу, занимался в IRCAM. Был приглашенным композитором на Северном фестивале музыки в Санкт-Петербурге (2005), на фестивале Musiques Demésurées в Клермон-Ферране (2006). В 1999—2008 — художественный директор фестиваля Time of Music в г. Виитасаари (Финляндия, ).
Как дирижёр выступал в скандинавских странах, России, Литве, Испании, Португалии.

## Избранные сочинения

### Оперы
- Сказка для слуха/ Korvan tarina, камерная опера (1991—1993)
- Дочки-матери/ Äidit ja tyttäret, камерная опера, либретто Пааво Хаавикко по Калевале (1998—1999)

### Оркестровые сочинения
- Финляндия сегодня/ Aikamme Finlandia, для духового оркестра (1989)
- Симфония (1991—1993)
- Двойная симфониетта/ Lappic.double (2003)
- Симфония № 2 (2005)

### Сочинения для солистов и оркестра
- Скерцо для двух фортепиано и струнного оркестра (1994)
- Концерт для фортепиано и симфонического оркестра (2008)
- Swap, концерт для саксофона и оркестра (2013)

### Камерные сочинения
- Квинтет (1987)
- L'échelle de l'évasion для 11 инструментов (1988—1989)
- Aufschwung для флейты и гитары (1994)
- Мираж/ Kangastus для кантеле и арфы (1997)
- Спурт/ Pyrähdys для аккордеона и виолончели (2000)
- Lamentation для ансамбля (2001)
- Квинтет № 2 «Пьеро» (2004)
- Французская сюита для духового квинтета (2012)

### Сочинения для инструментов соло
- Симметрия, три прелюдии для фортепиано (1980)
- Маятник для виолончели (1985)
- Блуждающие огни/ Virvatulia для аккордеона (1996)
- Мороз/ Kuura для кантеле (2001)
- Encore A.K. для виолончели, посв. Кайе Саариахо (2002)
- Интерлюдия для арфы (2010)

### Вокальные и хоровые сочинения
- Винни Пух, 4 песни для сопрано и фортепиано на стихи А. А. Милна (1988)
- Herzstück для смешанного хора и сэмплера на текст Хайнера Мюллера (1992)
- Рондо для смешанного хора (1997)
- Itkuvirsi для сопрано и органа на тест Пааво Хаавикко (2001)
- Агнец Божий/ Jumalan Karitsa для голоса, виолы да гамба или скрипки и органа (2005)
- Gloria (2009)
- Pentecote для смешанного хора, колокольчиков или фортепиано (2012)

### Сочинения для электроакустики
- Transition для двух клавишников, двух перкуссионистов и магнитофонной ленты (1989)

## Признание
Премия Калевала (2005).